# ليز سولاري
ليز سولاري (بالإسبانية: Liz Solari)‏ هي عارضة وممثلة أرجنتينية وكولومبية، ولدت في 18 يونيو 1983 ببارانكيا في كولومبيا.

## معرض صور

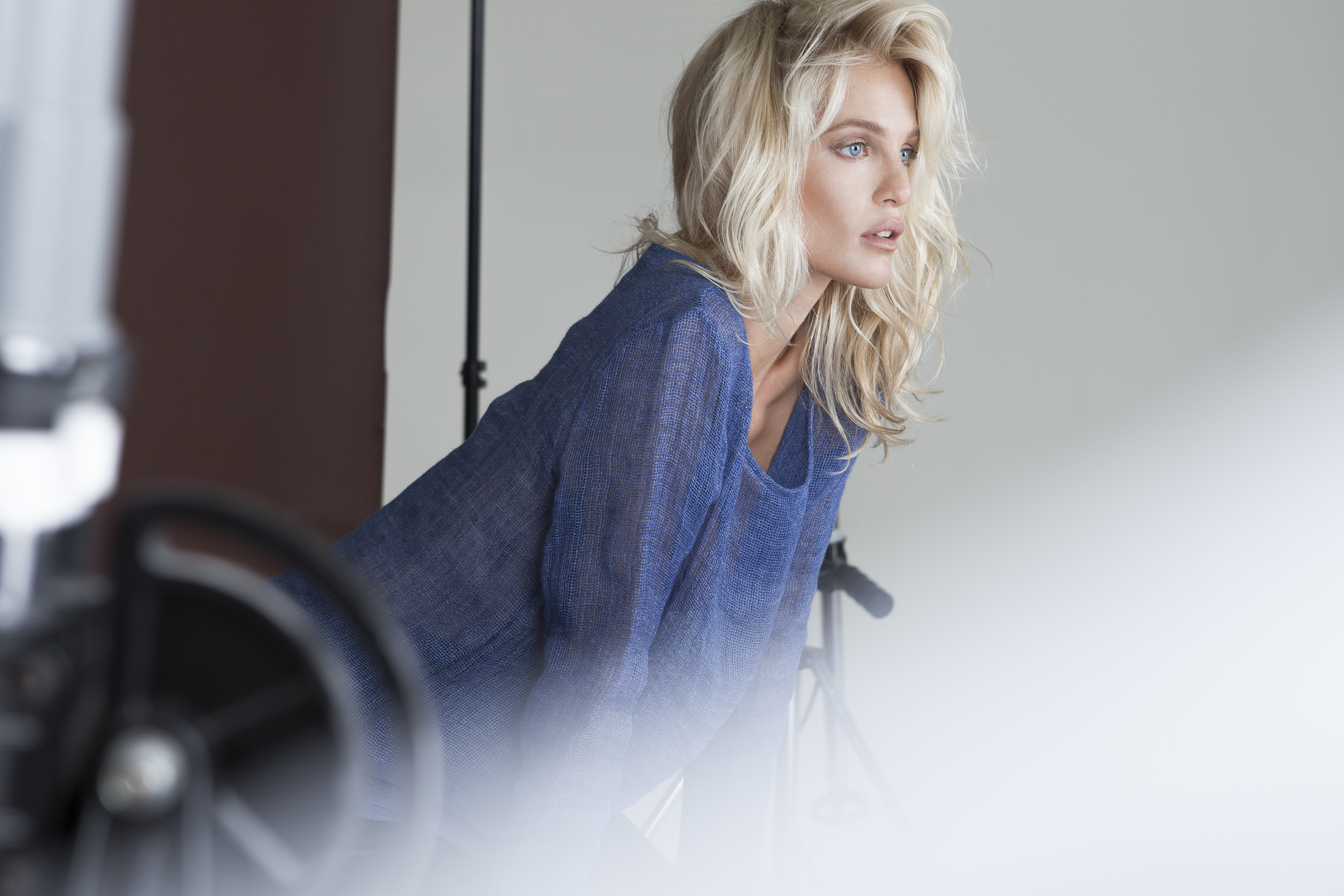
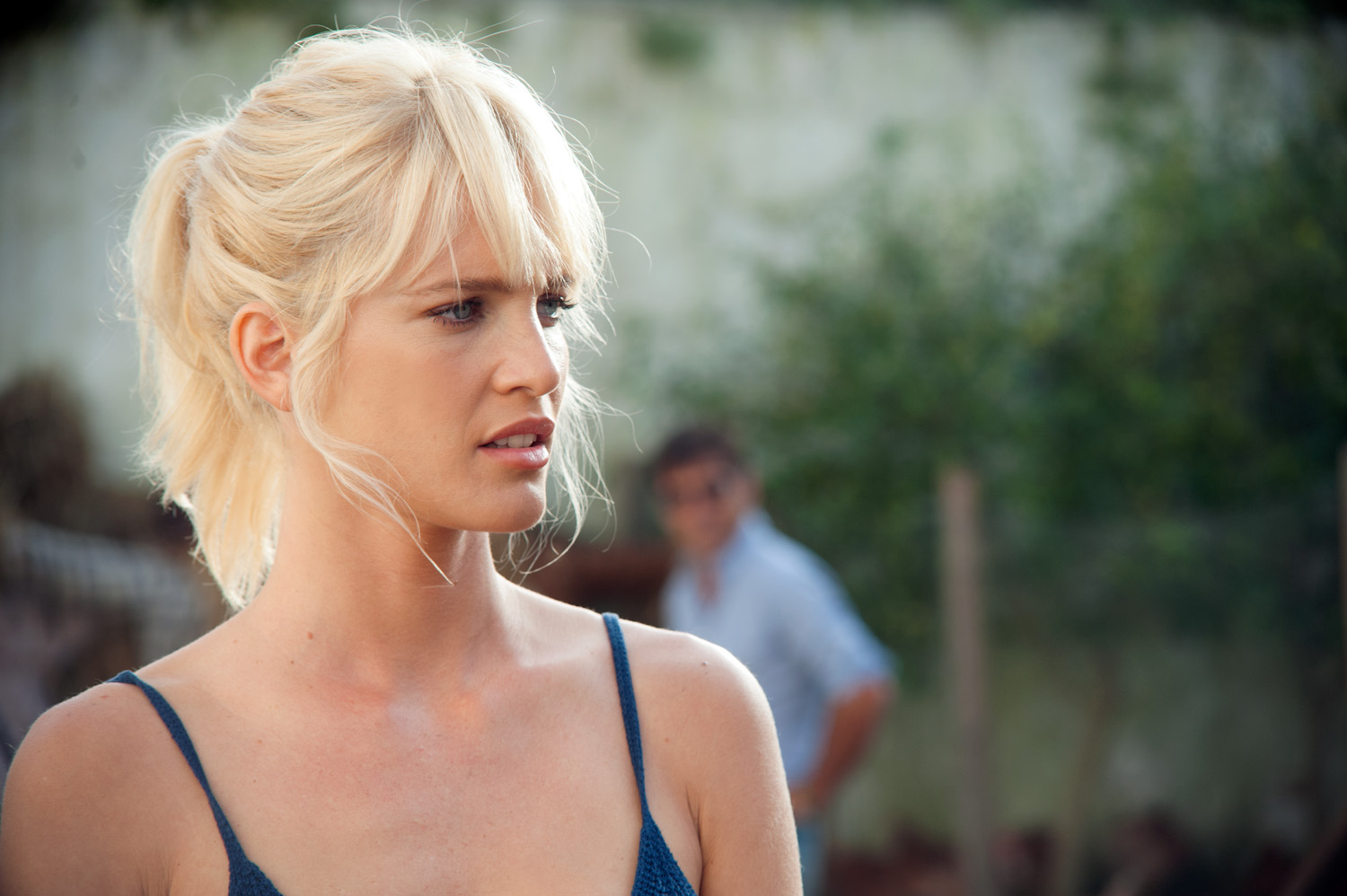
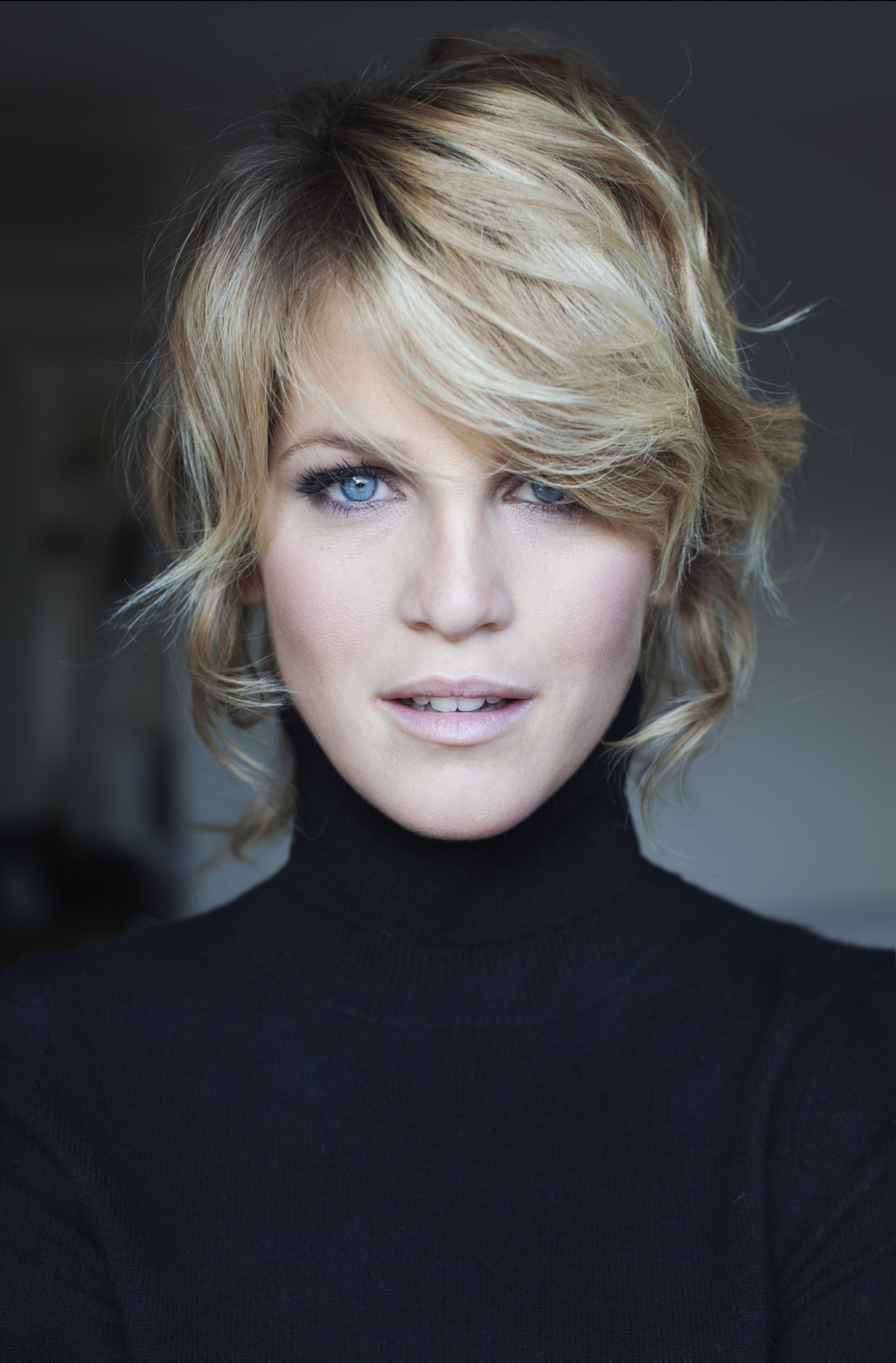

## وصلات خارجية
- ليز سولاري على موقع IMDb (الإنجليزية)
- ليز سولاري على موقع قاعدة بيانات الفيلم (الإنجليزية)
- ليز سولاري على موقع كينوبويسك (الروسية)
- ليز سولاري على موقع دليل عارضات الأزياء (الإنجليزية)